# Иван Попхристов
Иван (Ванката) Райчев Попхристов, още Христов или Христович (изписване до 1945 година: Иванъ попъ Христовъ), е български революционер от XIX век, борил се за освобождението на България от османска власт.

## Биография
Роден на 25 септември 1843 година в Габрово. Той е син на местния свещеник поп Христо Попилиев Райчев и на Елена Попвелчева Грудова (1812 – 18..), сключили брак през 1830 г. Има двама братя Илия Попхристов (1832 – 1882) и Райчо Попхристов (1838 – 1884), и две сестри Мария Попхристова (1835 – 18..) и Рада Попхристова (1840 – 18..). Братът на майка му, Иван Грудов, е заможен търговец в Букурещ, сподвижник на Георги Раковски и активен участник в емигрантските революционни организации.
Основно образование получава в родния си град. Учи в класа на Тодор Бурмов и е един от най-изявените му ученици.
Тодор Бурмов напуска Габрово. Малко след него и Ванката заминава при своя по-голям брат Райчо Попхристов /също революционер/ в Плоещ /Румъния/, за да продължи образованието си.
Неговият брат го изпраща в Москва като стипендиант на Московския славянски факултет през 1859 г. Така през 1862 г. завършва гимназия, полага изпити и получава свидетелство, с което може да постъпи в университет.
По препоръка на вуйчо си Иван Грудов постъпва като извънреден юнкер в Александровския сиротски кадетски корпус и завършва военно училище в Москва през 1864 г. със звание прапорщик.
Постъпва на военна служба в XVI Драгунски Нижегородски полк в Западен Кавказ. За отлична служба на 17 октомври 1865 г. е произведен в чин поручик и награден със сребърен Георгиевски кръст.
През 1866 г. се уволнява. Заедно със своя приятел от военното училище Младен Желязков заминават за Цариград. Там двамата правят постъпки за служба в турската войска. Както пише д-р Петър Цончев, като турски офицери те са смятали, че могат да бъдат по-полезни на сънародниците си. Молбите им са отхвърлени. Ванката се завръща в Габрово. Но не след дълго заминава във Влашко при своя брат.
В началото на 1868 г. става инструктор на записалите се българчета-доброволци в четата на Хаджи Димитър и Стефан Караджа по оръжезнание, стрелба и водене на военни действия. Хаджи Димитър открива в лицето на младежа един изключителен патриот, отлично владеещ военното изкуство и веднага му предлага да стане член на неговата чета. Ванката приема, става писар и трето по важност лице в четата след двамата войводи. Написва „Закон“ за управление на четата.
Освен като четник се изявява и като публицист. Редовен сътрудник на вестник „Народност“, орган на Тайния революционен комитет в Букурещ. Вестникът е бил редактиран от вуйчо му Иван Грудов, съвместно с Иван Богоров и Иван Касабов.

## Други трудове
- Написал е брошурата „Раните на Българско“, издадена от Тайния революционен комитет и преведена на френски език.
- „Военно съчинение за воденето на боя“, което не е отпечатано.
- Заедно с Хаджи Димитър и Стефан Караджа влиза в състава на Привременното правителство в Балкана и подписва прокламация към българския народ, историческото писмо до султан Абдул Азис и това до представителите на Великите сили в Цариград от юли 1868 г.

## Последните дни от живота му
- На 4 юли 1868 г. Ванката Попхристов, застанал в средата на четите на войводите Стефан Караджа и Хаджи Димитър, прочита клетвата, която всеки от четниците повтаря на глас дума по дума.
- На 5 юли 1868 г. стъпват на българска земя, готови да дадат живота си за Свободата на Отечеството. Изявява се като тактик и стратег в действието на четите.
- На 9 юли 1868 г. е ранен в крака при боевете край Вишовград, но не напуска бойното поле. Неотлъчно е до Хаджи Димитър в момента на известието, че Стефан Караджа е тежко ранен и заловен.
- На 23 юли 1868 г. Ванката убива един юзбашия, едно заптие и един цивилен турчин и се самоубива при опит да бъде заловен.

Ванката Попхристов остава в историята на България като първия български поручик на първата българска войска преди Освобождението.

## Любопитно
Както пише д-р Петър Цончев, след като научил за геройската смърт на своя приятел от Москва, Любен Каравелов му посвещава следните строфи:
На Ванката Христович
| „ | Ти реши, о брате, Отвъди да стъпиш, Майка да избавиш, Народ да откупиш. Ти изпълни вече Длъжностите свои И показа пътя На другари твои. Ти умря юнашки За своето племе И посея редом За свобода семе. Скоро щат тия Да ти бъдат гости И щат да положат И своите кости. | “ |